# Markus Theil
Markus Theil (* 3. Oktober 1968 in München) ist ein deutscher Sportjournalist und Sportkommentator.

## Leben
Theil machte 1987 am Karlsgymnasium München-Pasing Abitur. Er spielte Tennis in der 2. Bundesliga und gehörte als Jugendlicher zur Münchner Jugendauswahl im Fußball. 1995 schloss er sein Lehramtsstudium in den Fächern Englisch, Sozialkunde und Geschichte an der Ludwig-Maximilians-Universität München ab.
Seit 1998 ist er überwiegend als Kommentator für Eurosport 1 und DAZN in den Sportarten Tennis und Fußball tätig.
2019 kommentierte er den ersten Grand-Slam-Sieg eines deutschen Herren-Doppels seit 1937 von Kevin Krawietz/Andreas Mies bei den French Open., 2021 den Olympiasieg von Alexander Zverev bei den Olympischen Sommerspielen 2020 in Tokio. Seit 2019 kommentiert er regelmäßig die Spiele der Frauen-Fußballbundesliga für Eurosport und seit 2023 auch die UWCL für DAZN.
Theil ist regelmäßig in Podcasts zu hören, darunter in der Eurosport-Produktion Verbalathleten – Die Stimmen von Eurosport.

## Ehrungen und Auszeichnungen
2017 gewann er für die Kommentierung des US-Open-Endspiels der Damen 2016 zusammen mit Marco Hagemann, Matthias Stach (Moderator) und Frederic Jouon (Produzent) den Deutschen Fernsehpreis in der Kategorie „Beste Sportsendung“.